# Conor Sammon
Conor Sammon (ur. 6 listopada 1986 w Dublinie) – irlandzki piłkarz grający na pozycji napastnika. Od 2021 jest zawodnikiem szkockiego klubu Alloa Athletic.

## Kariera klubowa
Sammon zaczął grać w piłkę w Cherry Orchard. W 2005 roku podpisał kontrakt stypendialny z University College Dublin. W lutym 2005 roku trafił hat-tricka w finale Harding Cup. 8 kwietnia 2005 roku zadebiutował w lidze irlandzkiej. W grudniu 2007 roku przeniósł się do Derry City. Pomimo że nie występował regularnie na Brandywell Stadium, to zainteresowały się jego osobą szkockie kluby.
Po krótkich testach w lipcu 2008 roku w Kilmarnock, podpisał z nimi kontrakt. 9 sierpnia 2008 roku zadebiutował w meczu z Hibernian. Pierwsze dwa gole dla klubu trafił w meczu Pucharu Ligi Szkockiej z Aberdeen. W pierwszych dwóch sezonach nie szło mu zbyt dobrze, trafił tylko siedem goli. W sezonie 2010-11 częściej wpisywał się na listę strzelców, trafił 18 bramek w 27 meczach. W styczniu 2011 roku odrzucił możliwość transferu do Scunthorpe United, pomimo że Kilmarnock zaakceptowało za niego ofertę. Derby County również interesowało się jego osobą.
31 stycznia 2011 roku podpisał trzyipółletni kontrakt z Wigan Athletic. 5 marca zadebiutował w Premier League w meczu z Manchesterem City. 15 maja 2011 roku trafił swojego pierwszego gola dla Wigan, w wygranym 3-2 meczu z West Ham United. W sezonie 2011-12 Sammon nie zdołał trafić do siatki w 27 meczach. 26 grudnia 2011 roku otrzymał czerwoną kartkę za uderzenie Michaela Carricka w twarz łokciem. Jednak kartka mu się nie należała i Wigan odwołało się od tej decyzji, co sprawiło, że kartka została odwołana.
W lipcu 2012 roku Sammon ponownie był łączony z przejściem do Derby County. 12 sierpnia 2012 kluby uzgodniły kwotę transferu, która wynosiła 1,2 miliona funtów. 20 sierpnia 2012 podpisał czteroletni kontrakt. Dzień później zadebiutował w meczu z Bolton Wanderers. 1 września 2012 roku trafił swoją pierwszą bramkę. W pierwszych siedemnastu spotkaniach ligi trafił tylko dwa gole, co spotkało się z krytyką ze strony fanów. Jednakże trener Nigel Clough był zadowolony z pracy jaką wykonuje na boisku Conor, w związku z czym nie wyleciał z pierwszej jedenastki. W następnych czterech meczach trafił trzy bramki.
Z Derby był wypożyczany do Ipswich Town, Rotherham United i Sheffield United. W 2016 przeszedł do szkockiego Heart of Midlothian.

## Kariera reprezentacyjna
Pierwsze powołanie do reprezentacji Irlandii U-21 otrzymał na mecz z Portugalią, 7 września 2007 roku. Grał w drużynie U-21 trzy razy.
4 stycznia 2013 roku został po raz pierwszy powołany do reprezentacji Irlandii na mecz towarzyski z Polską 6 lutego. Zagrał w nim całe spotkanie, a Irlandia pokonała Polskę 2-0 na Aviva Stadium.